# Bantry
Bantry (Beanntraí ; Cuan Baoi ou Bádh Bheanntraighe en irlandais) est une ville du comté de Cork située en bordure de la baie de Bantry, en république d'Irlande.
La ville compte 3 309 habitants.
Bantry possède un aéroport (code AITA : BYT).

## Histoire
Le général Lazare Hoche fut chargé de monter une expédition de débarquement en Irlande. Une armée de 15 000 hommes embarqués sur quarante-deux vaisseaux sortit de la rade de Brest le 15 décembre 1796. Mais elle fut dispersée par la tempête. À cause des éléments naturels, les forces françaises et les patriotes irlandais de Theobald Wolfe Tone ne purent tenter un débarquement dans la baie de Bantry et retournèrent en France.